# 14.º Prêmio Jabuti
O 14º Prêmio Jabuti foi realizado em 1972, premiando obras literárias referentes a lançamentos de 1971.

## Prêmios
Os premiados foram:
- Luis Martins, Romance
- Holdemar Menezes, Contos/crônicas/novelas
- Geraldo Pinto Rodrigues, Poesia
- Murilo Melo Filho, Estudos literários (Ensaio)
- Cândido Motta Filho, Biografia e/ou memórias
- João Ubaldo Ribeiro, Autor revelação - Literatura adulta
- Camila Cerqueira César, Literatura infantil
- Lucília Junqueira de Almeida Prado, Literatura juvenil
- Torrieri Guimarães, Melhor crítica e/ou notícia literária jornais
- Péricles Eugênio da Silva Ramos, Personalidade literária do ano

## Ver Também
- Prêmio Prometheus
- Os 100 livros Que mais Influenciaram a Humanidade
- Nobel de Literatura